# Grand Prix Formule 1 van de Verenigde Staten 2015
De Grand Prix Formule 1 van de Verenigde Staten 2015 werd gehouden op 25 oktober 2015 op het Circuit of the Americas. Het was de zestiende race van het kampioenschap.
Lewis Hamilton werd voor de derde keer wereldkampioen door zijn Mercedes-teamgenoot Nico Rosberg en de Ferrari van Sebastian Vettel voor te blijven.

## Wedstrijdverslag

### Kwalificatie
De kwalificatie, die had moeten plaatsvinden op zaterdag, viel compleet in het water, aangezien het circuit ongeschikt was voor de auto's vanwege zware regenval. De kwalificatie werd uitgesteld naar zondagochtend 09:00 plaatselijke tijd. Op zondag werd het laatste deel van de kwalificatie (Q3) afgelast vanwege het vele water op de baan, waardoor de tijden die werden gereden in Q2 de startopstelling bepaalden. Hierdoor behaalde Nico Rosberg voor Mercedes zijn vierde pole position van het seizoen door teamgenoot Lewis Hamilton te verslaan. De Red Bull-coureurs Daniel Ricciardo en Daniil Kvjat werden derde en vierde. Sebastian Vettel werd vijfde, voor de Force India-coureurs Sergio Pérez en Nico Hülkenberg en teamgenoot Kimi Räikkönen. Williams-coureur Felipe Massa en Max Verstappen (Toro Rosso) maakten de top 10 compleet.
Na afloop van de kwalificatie kregen Sebastian Vettel en Kimi Räikkönen een straf van 10 startplaatsen, aangezien beide Ferrari-coureurs hun vijfde motor van het seizoen moeten gebruiken, waar er slechts vier zijn toegestaan. Marussia-coureur Will Stevens kreeg een straf van 20 startplaatsen omdat hij meerdere onderdelen van zijn motor moest vervangen. Williams-coureur Valtteri Bottas kreeg vijf startplaatsen straf omdat hij zijn versnellingsbak moest wisselen.

### Race
De race begon onder natte omstandigheden. Lewis Hamilton had een betere start en haalde zijn Mercedes-teamgenoot Nico Rosberg in, waarna in de eerste bocht -achter in het veld- een ongeluk plaatsvond. Hierdoor moest de virtuele safety car worden gebruikt om debris op te ruimen. Nadat de virtuele safety car fase ophield, werd Hamilton in de vijftiende ronde ingehaald door Red Bull-coureur Daniel Ricciardo, die hiermee de leiding in de race overnam. Enkele ronden later wisselden de coureurs van regenbanden naar droogweerbanden. Op deze banden kwam de Mercedes beter uit de verf dan de Red Bull, waardoor Rosberg en Hamilton al snel Ricciardo en Daniil Kvjat in wisten te halen. Hierna moest de fysieke safetycar de baan opkomen omdat Sauber-coureur Marcus Ericsson stilviel op de baan. Nadat de auto van het circuit was verwijderd, verloren de Red Bulls nog meer posities aan Sebastian Vettel en Max Verstappen. Ook Nico Hülkenberg wilde Ricciardo inhalen, maar zij kwamen met elkaar in aanraking, waardoor Hülkenberg met schade aan zijn ophanging en voorvleugel zijn auto moest stilzetten. Hierdoor kwam er opnieuw een virtuele safety car fase, waarin Rosberg, Ricciardo en Kvjat hun banden wisselden. Enkele ronden later maakte Kvjat een zware crash mee, hij raakte de controle over zijn auto kwijt waardoor hij in de muur belandde. In de safety car fase die hierop volgde maakte Hamilton zijn pitstop en viel terug tot achter Rosberg. 
Acht ronden voor het einde van de race maakte Rosberg echter een stuurfout, waardoor hij de leiding moest afstaan aan Hamilton, die deze niet meer uit handen gaf en hierdoor zijn derde Formule 1-wereldkampioenschap veilig stelde. Nico Rosberg werd tweede.  Sebastian Vettel werd na een inhaalrace derde, voor Max Verstappen op de vierde plaats. Sergio Pérez werd vijfde voor de McLaren van Jenson Button op de zesde plaats, zijn beste resultaat van het seizoen. Toro Rosso-coureur Carlos Sainz jr., die in de kwalificatie nog crashte, werd zevende na een tijdstraf van vijf seconden omdat hij te hard reed in de pitstraat. Pastor Maldonado werd voor Lotus achtste, voor de Sauber van Felipe Nasr. Daniel Ricciardo maakte de top 10 compleet door Fernando Alonso enkele meters voor de eindstreep in te halen.

## Vrije trainingen
- Er wordt enkel de top 5 weergegeven.

| Vrije training 1 | Pos                             | No                              | Coureur                         | Constructeur                    | Tijd                            |
| ---------------- | ------------------------------- | ------------------------------- | ------------------------------- | ------------------------------- | ------------------------------- |
| Vrije training 1 | 1                               | 6                               | Nico Rosberg                    | Mercedes                        | 1:53.989                        |
| Vrije training 1 | 2                               | 26                              | Daniil Kvjat                    | Red Bull-Renault                | 1:55.224                        |
| Vrije training 1 | 3                               | 3                               | Daniel Ricciardo                | Red Bull-Renault                | 1:55.592                        |
| Vrije training 1 | 4                               | 55                              | Carlos Sainz jr.                | Toro Rosso-Renault              | 1:55.667                        |
| Vrije training 1 | 5                               | 44                              | Lewis Hamilton                  | Mercedes                        | 1:55.693                        |
| Vrije training 2 | Geannuleerd door zware regenval | Geannuleerd door zware regenval | Geannuleerd door zware regenval | Geannuleerd door zware regenval | Geannuleerd door zware regenval |
| Vrije training 3 | Pos                             | No                              | Coureur                         | Constructeur                    | Tijd                            |
| Vrije training 3 | 1                               | 44                              | Lewis Hamilton                  | Mercedes                        | 1:59.517                        |
| Vrije training 3 | 2                               | 5                               | Sebastian Vettel                | Ferrari                         | 2:00.380                        |
| Vrije training 3 | 3                               | 27                              | Nico Hülkenberg                 | Force India-Mercedes            | 2:00.496                        |
| Vrije training 3 | 4                               | 77                              | Valtteri Bottas                 | Williams-Mercedes               | 2:00.523                        |
| Vrije training 3 | 5                               | 55                              | Carlos Sainz jr.                | Toro Rosso-Renault              | 2:00.687                        |

Testcoureurs:
 Raffaele Marciello (Sauber-Ferrari, P16)

## Kwalificatie
| Pos                 | No | Coureur          | Constructeur         | Q1       | Q2       | Q3       | Grid |
| ------------------- | -- | ---------------- | -------------------- | -------- | -------- | -------- | ---- |
| 1                   | 6  | Nico Rosberg     | Mercedes             | 1:56.671 | 1:56.824 | afgelast | 1    |
| 2                   | 44 | Lewis Hamilton   | Mercedes             | 1:56.871 | 1:56.929 | afgelast | 2    |
| 3                   | 3  | Daniel Ricciardo | Red Bull-Renault     | 1:56.495 | 1:57.969 | afgelast | 3    |
| 4                   | 26 | Daniil Kvjat     | Red Bull-Renault     | 1:57.640 | 1:58.434 | afgelast | 4    |
| 5                   | 5  | Sebastian Vettel | Ferrari              | 2:00.950 | 1:58.596 | afgelast | 13   |
| 6                   | 11 | Sergio Pérez     | Force India-Mercedes | 1:59.284 | 1:59.210 | afgelast | 5    |
| 7                   | 27 | Nico Hülkenberg  | Force India-Mercedes | 1:58.325 | 1:59.333 | afgelast | 6    |
| 8                   | 7  | Kimi Räikkönen   | Ferrari              | 1:58.198 | 1:59.703 | afgelast | 18   |
| 9                   | 19 | Felipe Massa     | Williams-Mercedes    | 2:00.902 | 1:59.999 | afgelast | 7    |
| 10                  | 33 | Max Verstappen   | Toro Rosso-Renault   | 1:58.689 | 2:00.199 | afgelast | 8    |
| 11                  | 14 | Fernando Alonso  | McLaren-Honda        | 1:59.704 | 2:00.265 |          | 9    |
| 12                  | 77 | Valtteri Bottas  | Williams-Mercedes    | 1:59.569 | 2:00.334 |          | 16   |
| 13                  | 8  | Romain Grosjean  | Lotus-Mercedes       | 2:00.236 | 2:00.595 |          | 10   |
| 14                  | 22 | Jenson Button    | McLaren-Honda        | 2:00.261 | 2:01.193 |          | 11   |
| 15                  | 13 | Pastor Maldonado | Lotus-Mercedes       | 2:00.844 | 2:01.604 |          | 12   |
| 16                  | 9  | Marcus Ericsson  | Sauber-Ferrari       | 2:02.212 |          |          | 14   |
| 17                  | 12 | Felipe Nasr      | Sauber-Ferrari       | 2:03.194 |          |          | 15   |
| 18                  | 53 | Alexander Rossi  | Marussia-Ferrari     | 2:04.176 |          |          | 17   |
| 19                  | 28 | Will Stevens     | Marussia-Ferrari     | 2:04.526 |          |          | 19   |
| 107% tijd: 2:04.649 |    |                  |                      |          |          |          |      |
| 20                  | 55 | Carlos Sainz jr. | Toro Rosso-Renault   | 2:07.304 |          |          | 20   |

## Race
| Pos | No | Coureur          | Constructeur         | Rondes | Tijd/Oorzaak uitval | Grid | Punten |
| --- | -- | ---------------- | -------------------- | ------ | ------------------- | ---- | ------ |
| 1   | 44 | Lewis Hamilton   | Mercedes             | 56     | 1:50:52.703         | 2    | 25     |
| 2   | 6  | Nico Rosberg     | Mercedes             | 56     | +2.850              | 1    | 18     |
| 3   | 5  | Sebastian Vettel | Ferrari              | 56     | +3.381              | 13   | 15     |
| 4   | 33 | Max Verstappen   | Toro Rosso-Renault   | 56     | +22.359             | 8    | 12     |
| 5   | 11 | Sergio Pérez     | Force India-Mercedes | 56     | +24.413             | 5    | 10     |
| 6   | 22 | Jenson Button    | McLaren-Honda        | 56     | +28.053             | 11   | 8      |
| 7   | 55 | Carlos Sainz jr. | Toro Rosso-Renault   | 56     | +30.619             | 20   | 6      |
| 8   | 13 | Pastor Maldonado | Lotus-Mercedes       | 56     | +32.273             | 12   | 4      |
| 9   | 12 | Felipe Nasr      | Sauber-Ferrari       | 56     | +40.257             | 15   | 2      |
| 10  | 3  | Daniel Ricciardo | Red Bull-Renault     | 56     | +53.571             | 3    | 1      |
| 11  | 14 | Fernando Alonso  | McLaren-Honda        | 56     | +54.816             | 9    |        |
| 12  | 53 | Alexander Rossi  | Marussia-Ferrari     | 56     | +1:15.277           | 17   |        |
| DNF | 26 | Daniil Kvjat     | Red Bull-Renault     | 42     | Ongeluk             | 4    |        |
| DNF | 27 | Nico Hülkenberg  | Force India-Mercedes | 35     | Ongeluk             | 6    |        |
| DNF | 9  | Marcus Ericsson  | Sauber-Ferrari       | 25     | Vermogen            | 14   |        |
| DNF | 7  | Kimi Räikkönen   | Ferrari              | 25     | Remmen              | 18   |        |
| DNF | 19 | Felipe Massa     | Williams-Mercedes    | 23     | Ophanging           | 7    |        |
| DNF | 8  | Romain Grosjean  | Lotus-Mercedes       | 10     | Remmen              | 10   |        |
| DNF | 77 | Valtteri Bottas  | Williams-Mercedes    | 5      | Ophanging           | 16   |        |
| DNF | 28 | Will Stevens     | Marussia-Ferrari     | 1      | Mechanisch          | 19   |        |

## Tussenstanden na de Grand Prix

### Coureurs
| Positie | Nummer | Rijder           | Team              | Punten |
| ------- | ------ | ---------------- | ----------------- | ------ |
| 1       | 44     | Lewis Hamilton   | Mercedes          | 327    |
| 2       | 5      | Sebastian Vettel | Ferrari           | 251    |
| 3       | 6      | Nico Rosberg     | Mercedes          | 247    |
| 4       | 7      | Kimi Räikkönen   | Ferrari           | 123    |
| 5       | 77     | Valtteri Bottas  | Williams-Mercedes | 111    |

### Constructeurs
| Positie | Team                 | Punten |
| ------- | -------------------- | ------ |
| 1       | Mercedes             | 574    |
| 2       | Ferrari              | 374    |
| 3       | Williams-Mercedes    | 220    |
| 4       | Red Bull-Renault     | 150    |
| 5       | Force India-Mercedes | 102    |